# تشوربان طرخان
تشوربان طرخان هو قائد عسكري خزري وُصف بأنه «شرير متعطش للدماء»، وقد احتل ودمر أرمينية خلال شهر أبريل من عام 630م. يُرجح أنه كان ضابطًا في جيش الخانية التركية الغربية (خانية الكوكترك) التي قادها الأمير بوري شاد في أعقاب فوز الخاقان تونغ يابغو في الحرب الفارسية-التركية الثالثة. نصب تشوربان طرخان كمينا لفرقة الخيالة الفارسية التي يبلغ قوامها 10000 فرد التي أرسلتها الشاه شهربراز لإيقاف الزحف التركي.